# أندريه اجاريج
أندريه اجاريج (بالألمانية: André Lagarrigue) (و. 1924 – 1975 م) هو فيزيائي، وأستاذ جامعي من فرنسا . ولد في Aurillac .

## التعليم
تعلم في المدرسة المتعددة التكنولوجية بفرنسا